# Chromochokwea fitzgeraldi
Chromochokwea fitzgeraldi är en insektsart som först beskrevs av Boris Petrovich Uvarov 1953.  Chromochokwea fitzgeraldi ingår i släktet Chromochokwea och familjen gräshoppor. Inga underarter finns listade i Catalogue of Life.